# Mitterberg Steinfeld
Mitterberg je naselje v Občini Steinfeld v Okraju Špital ob Dravi  na Koroškem v Avstriji.